# Estación Prado (Metro de Medellín)
La Estación Prado es, de norte a sur, la novena de la Línea A del Metro de Medellín. La estación hace honor a uno de los antiguos barrios tradicionales de la ciudad de Medellín, el barrio Prado y que constituye un escalón dentro del desarrollo urbano. En esta estación comienza oficialmente la zona céntrica de la ciudad. Está ubicada sobre una de las principales avenidas del centro de Medellín: La Avenida Oriental.
Desde la estación es fácil acceder al Parque Bolívar en el cual se encuentra la Catedral Basílica Metropolitana de la Inmaculada Concepción, sede principal de la Arquidiócesis de Medellín y un sitio de interés arquitectónico de primer orden por ser el templo más grande del mundo construido completamente en ladrillo.

## Diagrama de la estación Metro
| NIVEL 2 |                                                       |           |                  |
|         | Plataforma lateral, las puertas se abren a la derecha |           |                  |
| Norte   | ← hacia Estación Hospital (Estación Niquía)           | Sur       |                  |
| Norte   | → hacia Estación Parque Berrío (Estación La Estrella) | Sur       |                  |
|         | Plataforma lateral, las puertas se abren a la derecha |           |                  |
|         |                                                       |           |                  |
|         | Salida / Entrada                                      | Entrepiso | Salida / Entrada |
| SUELO   |                                                       |           |                  |
|         |                                                       |           |                  |

## Horario
| Horarios de estación                  | Lunes a viernes | Sábado | Domingo y festivos |
| ------------------------------------- | --------------- | ------ | ------------------ |
| Primer tren con dirección Niquía      | 04:29           | 04:29  | 05:00              |
| Primer tren con dirección La Estrella | 04:33           | 04:33  | 05:03              |
| Último tren con dirección Niquía      | 23:06           | 23:06  | 22:23              |
| Último tren con dirección La Estrella | 22:57           | 22:57  | 22:16              |

## Rutas integradas
| RUTA   | NOMBRE              | DESTINO |
| ------ | ------------------- | ------- |
| C6-008 | La Libertad - Prado |         |
| C6-009 | Enciso - Prado      |         |
| C6-022 | La Cruz - Prado     |         |

## Sitios importantes cercanos
- Catedral Basílica Metropolitana de la Inmaculada Concepción
- Parque de Bolívar
- Clínica CES
- Centro Comercial Villanueva
- Clínica Victoriana
- Parroquia Jesús Nazareno